# きみがぼくを見つけた日
『きみがぼくを見つけた日』（きみがぼくをみつけたひ、The Time Traveler's Wife）は、オードリー・ニッフェネガー著の小説である。
本作はニッフェネガーの小説デビュー作品である。作者在住のシカゴ地域を主な舞台に、自分の意思とは関係なくタイムトラベルしてしまうヘンリーと、その妻クレアの物語が、それぞれの視点から一人称の文体で交互に展開する。
最初に決まったのは題名で、次に結末、クレアの初体験、そして序章が書かれたが、破棄された。その後、何度も構成が練り直された結果、「基本的にクレアの時間の流れを追う」という形に落ち着いたという。しかし、章の順番は必ずしも日付順とは一致せず、同じ出来事が複数の章で異なる視点から描かれる場合もある。
なお、英語の小説は通常、過去形で書かれるが、本作の場合は「いつが現在なのか」が作者にも定かではなかったため、主人公たちが体験することを読者が同時に体験することができる現在形が採用された。
アメリカでは2003年に出版され、『ニューヨーク・タイムズ』のベストセラーリストに28週連続トップ10入りを果たし、映画版公開前の2009年3月までにアメリカとイギリスで合計250万部近くが売れた。また、Exclusive Books Boeke PrizeおよびBritish Book Awardsを受賞している。
日本では2004年にランダムハウス講談社より出版（翻訳：羽田詩津子）。当初は「タイムトラベラーズ・ワイフ」という邦題だったが、文庫化に伴い改題された。
小説が出版されないうちから、プランBエンターテインメント（ブラッド・ピット所有の映画製作会社）がすでに映画化の企画を進め、2009年に公開された。
2022年には、HBO Maxにおいてテレビドラマ化されて配信された。

## あらすじ
1991年、シカゴのニューベリー図書館に務める28歳のヘンリーは、20歳のクレアと出会う。ヘンリーにとっては初対面だが、クレアは幼い頃からヘンリーを知っており、この日（リアルタイムのヘンリーに会う日）をずっと心待ちにしていたのである。
ヘンリーは（自覚している限り）5歳の頃から、自分の意思とは関係なくタイムトラベルしてしまう体質の持ち主だった。クレアと話すうち、どうやら未来の自分がクレアの過去に何度も現れており、2人は結婚する運命にあるのだとわかる。

## 時間旅行に関する設定
- 各章の冒頭に、日付と主人公2人の年齢が明記されている。時間旅行者ではないクレア（1971年生まれ）の場合、常にその時点での年齢で、例えば第1章の1991年では20歳である。一方、ヘンリー（1963年生まれ）の年齢は「いつ、どの年に跳ぶかわからない」ため、クレアとの年齢差が章によってまちまちである。
- 年齢が異なる2人のヘンリーが同時に登場することもある。
- ヘンリーのタイムトラベルは突然起こるが、衣服や所持品は持っていけない。そのため、手にコップなどを持っていると、ヘンリーが消えた時点で床に落ちて割れることになる。「行き先」には常に丸裸で到着するため、衣服や金なども現地調達しなければならず、盗むか、あるいはその時点にいる知り合いに貸してもらうことになる。クレアの前に初めて現れた際もヘンリーは裸だったが、2回め以降はクレアが衣服や靴を用意してくれるようになった。
- 物語が進むうち、ヘンリーの時間旅行症は遺伝性だと判明する。クレアは何度かヘンリーの子を身篭るが、胎児がどことも知れない所にタイムトラベルしてしまい、流産を繰り返すことになる。
- 不規則に思えたタイムトラベルにもパターンがあるらしいことが判明する。
- 本作では「未来に起きるべきことは、すでに起きている」という観点が貫かれており、時間改変やタイムパラドックスは一切発生しないが、「だからといって株や宝くじで儲けない手はない」というユニークさも描かれている。
- ニッフェネガーは、章の順番は最終稿のそれとは異なるものでも良かったが、矛盾が生じないよう、表計算ソフトで年号と2人の年齢や出来事を確認しながら執筆したという[3]。

## 映画
アメリカでは2009年8月14日、日本では同年10月24日に劇場公開。監督は『フライトプラン』のロベルト・シュヴェンケ。ブラット・ピットが製作総指揮に名を連ねている。
キャッチ・コピーは「時を超えてめぐる究極の愛」。
映画化企画は2003年に始まり、アメリカでは当初、2008年秋公開予定だったが、一部のシーンを撮り直すため、『スタートレック』で剃っていたエリック・バナの髪が再び伸びるのを待たねばならず、結果的に公開が延期されることになった。

### 映画版のあらすじ
※以下は映画のあらすじであるため、小説が描く時間と場所の描写とは若干異なる。
雪の日に母親が運転するワゴン車に乗っていた6歳のヘンリーは、スリップ事故の衝撃を受けたとき自分に何が起こったのか理解できなかった。車外に立ちつくす幼いヘンリーの目の前に1人の青年が現れ、いずれ理解できるときが来るだろうと告げ消えていった。美術を専攻するクレアは図書館へ資料を探しにやって来た。その図書館で働くヘンリーを見つけたクレアは彼にとても親しげに話しかける。クレアにとってヘンリーは運命の人だった。しかしヘンリーはクレアに会った記憶がない。その夜クレアはヘンリーを食事に誘い、6歳のときから彼を知っていたことを告げる。クレアはいつヘンリーに出会ったのかを、日記に克明に記していた。自分の特殊な能力を知っていたヘンリーは、自分の未来と彼女の過去が、そしてお互いの家族の運命が複雑に絡みあっていることに気がつく。クレアは自らの愛で、必死に人生を築こうと努力する。

### キャスト
※括弧内は日本語吹替
- クレア - レイチェル・マクアダムス（園崎未恵）
- ヘンリー - エリック・バナ（てらそままさき）
- リチャード - アーリス・ハワード（沢木郁也）： ヘンリーの父。
- ゴメス - ロン・リビングストン（永井誠）： ヘンリーとクレアの友人。
- ケンドリック博士 - スティーヴン・トボロウスキー（二又一成）
- 幼少時のクレア - ブルックリン・プルー

### スタッフ
- 製作総指揮：ブラッド・ピット、リチャード・ブレナー、ミシェル・ウイス、ジャスティス・グリーン[6]
- 監督：ロベルト・シュヴェンケ
- 脚本：ブルース・ジョエル・ルービン
- 撮影：フロリアン・バルハウス
- 音楽：マイケル・ダナ

### 評価
レビュー・アグリゲーターのRotten Tomatoesでは159件のレビューで支持率は38%、平均点は5.10/10となった。Metacriticでは31件のレビューを基に加重平均値が47/100となった。

## テレビドラマ
2022年に、アメリカ合衆国の配信サービスHBO Maxにおいてテレビドラマ化された。シーズン1をもって打ち切られ、2022年12月には配信ラインアップから削除された。

### キャスト
※括弧内は日本語吹替。
- クレア・アブシャー - ローズ・レスリー（白石涼子）
- ヘンリー・デタンブル - テオ・ジェームズ（森田成一）
- ゴメス - デスミン・ボルヘス（森久保祥太郎）
- チャリス・ボナヴァント - （佐倉綾音）
- アネット・デタンブル - ケイト・シーゲル（清水理沙）
- 幼少期のクレア・アブシャー - ケイトリン・ショーリー（石上静香）
- 幼少期のヘンリー・デタンブル - ブライアン・アルテマス（小市眞琴）